# Герб Шишкеево
Герб Шишкеевского сельского поселения — официальный символ Шишкеевского сельского поселения Рузаевского муниципального района Республики Мордовия. Утверждён решением Совета депутатов Шишкеевского сельского поселения от 15 ноября 2023 года, с уточнениями от 2024 года. Герб зарегистрирован в Государственном геральдическом регистре РФ под № 14673.

## Описание
Геральдическое описание:
В пятикратно скошенном слева лазоревом и золотом поле, в золотых частях — пурпурные перепёлки: две из них во главе, в первой и второй частях, а две в оконечности, во второй и третьей.
Авторская группа: реконструкция герба Константин Мочёнов (Химки); художник и компьютерный дизайн Оксана Афанасьева (Москва); обоснование символики Кирилл Переходенко (Конаково). 
 

## Обоснование
Поселение Шишкеево было основано в 1638 году (по другим данным в 1644 году) в качестве опорного пункта Белгородско-Симбирской засечной черты. Здесь было построено укрепление и поселены «служилые люди», которые впоследствии стали ландмилицей — иррегулярными поселенными войсками для охраны границ. Основным же занятием местных жителей стало земледелие и небольшие ремёсла, так здесь производили коромысла и решета.
В конце XVIII столетия Шишкеев имел статус уездного города Пензенского наместничества и в этом статусе городу был Высочайше пожалован герб 28 мая 1781 года (по старому стилю).
Восстановление исторического герба в качестве официального символа современного муниципального образования подчёркивает сохранение исторических традиций, бережное отношение жителей к своему прошлому, неразрывную связь многих поколений жителей Шишкеево.
Цвет в геральдике имеет традиционную символику:
Голубой цвет — символ чести, благородства, духовности, возвышенных устремлений; цвет бескрайнего неба и водных просторов.
Золото — символ урожая, богатства, стабильности, уважения и интеллекта.
Пурпур — символ славы, благородности, древности происхождения.

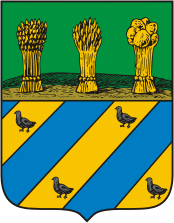
Герб города Шишкеев 1781 года

## История
28 мая 1781 года городу Шишкееву был высочайше пожалован герб: «В верхней части щита герб Пензенский, во второй части, полосатый золотой и голубой щит, из которых, на трёх золотых полосах, поставлены четыре перепёлки, в знак изобилия оных». В 1861 году разработан проект нового герба: «Щит 5 раз скошен влево золотом и лазурью с 3 червлёными птицами (перепёлки) в золотых частях: 1 и 2». В вольной части изображён герб Пензенской области, щит увенчан червлёной городской короной и окружён золотыми колосьями, соединенными Александровской лентой. Герб принят не был.
Современный герб Шишкеевского сельского поселения утверждён решением Совета депутатов  сельского поселения от 15 ноября 2023 года № 60/299. Незначительные изменения были внесены решением от 1 февраля 2024 года № 64/318 — согласно этому решению, «куропатки» в описании герба заменялись на «перепёлок».